# قائمة المواضيع المنسوبة إلى كارل ويرستراس
كارل ويرستراس (1815, 1897).

## مواضيع منسوبة إلى كارل ويرستراس وعلماء آخرين
- مبرهنة بولزانو-فايرشتراس

## مواضيع منسوبة إلى كارل ويرستراس وحده
- دالة ويرستراس,
- نقطة ويرستراس,
- حلقة ويرستراس،
- مبرهنة ستون-فايرشتراس.